# Saragarhi csata
A sharagarhi csata 1897. szeptember 12-én mintegy 10 000 afgán harcos és 21 szikh harcos között zajlott, akik az utolsó emberig védték az erődöt, amely jelenleg Pakisztán területén van. Az afgán támadók mintegy 600 fős veszteséget szenvedtek.
A 21 szikh harcos vezetője Havildar Ishar Singh volt. A szikh közösség minden évben megünnepli szeptember 12-én a Sharaghari napot, amely a leghősiesebb küzdelmek egyikeként vonult be a történelembe a Thermopülai csata mellett. A csata részleteinek leírása rendelkezésre áll, mivel a katonák folyamatosan tájékoztatták a többi erődöt a csata állásáról. 
Később mind a 21 katona megkapta az adományozható legmagasabb indiai katonai kitüntetést, amit a brit uralkodó abban az időben indiai katonának adományozhatott (Indian Order of Merit, a Viktória kereszt megfelelője).
A kitüntetést kapták: 
1. Havildar Ishar Singh
2. Lal Singh
3. Chanda Singh
4. Sundar Singh
5. Sepoy Ram Singh
6. Sepoy Uttar Singh
7. Sepoy Sahib Singh
8. Sepoy Hira Singh
9. Sepoy Daya Singh
10. Sepoy Jivan Singh
11. Sepoy Bhola Singh
12. Sepoy Narayan Singh
13. Sepoy Gurmukh Singh
14. Sepoy Jivan Singh
15. Sepoy Gurmukh Singh
16. Sepoy Ram Singh
17. Sepoy Bhagwan Singh
18. Sepoy Bhagwan Singh
19. Sepoy Buta Singh
20. Sepoy Jivan Singh
21. Sepoy Nand Singh